# La Flèche
La Flèche je naselje in občina v zahodni francoski regiji Loire, podprefektura departmaja Sarthe. Leta 2004 je naselje imelo 16.900 prebivalcev.

## Geografija
Kraj leži v zahodni Franciji ob reki Loir, tik ob njem poteka navidezni Greenwiški poldnevnik.

## Administracija
La Flèche je sedež istoimenskega kantona, v katerega so poleg njegove vključene še občine Bazouges-sur-le-Loir, La Chapelle-d'Aligné, Clermont-Créans, Cré, Crosmières in Mareil-sur-Loir z 20.357 prebivalci (1999).
Naselje je prav tako sedež okrožja, v katerem se nahajajo kantoni Brûlon, La Chartre-sur-le-Loir, Château-du-Loir, La Flèche, Grand-Lucé, Lude, Loué, Malicorne-sur-Sarthe, Mayet, Pontvallain, Sablé-sur-Sarthe in La Suze-sur-Sarthe s 136.933 prebivalci.

## Zgodovina
Pod Henrikom IV. je bil leta 1603 v kraju ustanovljen Jezuitski kolegij, ki se je kasneje (1764) preoblikoval v kadetsko šolo.
V letu 1790, med francosko revolucijo, je celotni severovzhodni del province Anjou (La Flèche, Le Lude, Château-du-Loir) pripadel novoustanovljenemu departmaju Sarthe.
Leta 1808 je Napoleon iz dotedanje kadetske šole vzpostavil novo francosko vojaško šolo Prytanée National Militaire.

## Znamenitosti
- kapela Notre-Dame des Vertus,
- živalski vrt.

## Pobratena mesta
- Chippenham (Združeno kraljestvo),
- Markala (Mali),
- Obernkirchen (Nemčija).